# Eria pandurata
Eria pandurata är en orkidéart som beskrevs av Rudolf Schlechter. Eria pandurata ingår i släktet Eria och familjen orkidéer. Inga underarter finns listade i Catalogue of Life.